# The Mother We Share
«The Mother We Share» —del inglés: «La madre que compartimos»— es una canción y el primer sencillo de la banda de synthpop escocés, Chvrches, del álbum debut de la banda, The Bones of What You Believe. La canción fue relanzada en exclusiva en Reino Unido el 16 de septiembre de 2013, a través de Virgin y Goodbye Records. El relanzamiento alcanzó su punto máximo en el top 40 de la lista UK Singles Chart, alcanzando el puesto 38 en septiembre de 2013.
La canción fue incluida como iTunes U.S. Single of the Week del 24 de septiembre al 1 de octubre de 2013.
Fue remezclada por el músico y productor de música electrónica Blood Diamonds. El remix apareció en la página de Soundcloud de Chvrches.

## Video musical
El video musical de la canción, dirigido por SJ Lee, fue lanzado el 5 de agosto de 2013. Altera entre «una narrativa de la chica solitaria que atraviesa su camino a través de la ciudad de Nueva York» y los tiros llamativos de Chvrches que realizan el seguimiento.

## Lista de canciones
Todas las canciones escritas y compuestas por Chvrches. 
| N.º | Título                                           | Duración |  |
| 1.  | «The Mother We Share»                            | 3:09     |  |
| 2.  | «The Mother We Share» (A JD Twitch Óptimo Remix) | 5:00     |  |
| 3.  | «The Mother We Share» (Miaoux Miaoux Remix)      | 4:37     |  |

## Personal
- Lauren Mayberry - voz principal, sintetizadores adicionales
- Iain Cook - sintetizadores, guitarra, bajo, voces
- Martin Doherty - sintetizadores, samplers, coros

## Posicionamiento en listas
| Listas (2013–2014)                            | Mejor posición |
| --------------------------------------------- | -------------- |
| Alemania (Offizielle Deutsche Charts)         | 63             |
| Bélgica (Flandes) (Ultratip Bubbling Under)   | 9              |
| Bélgica (Valonia) (Ultratip Bubbling Under)   | 13             |
| Canadá (CHR/Top 40)                           | 41             |
| Canadá (Hot AC)                               | 42             |
| Canadá (Canada Rock)                          | 49             |
| Escocia (Scottish Singles Sales Chart)        | 34             |
| Estados Unidos (Adult Top 40)                 | 33             |
| Estados Unidos (Alternative Airplay)          | 12             |
| Estados Unidos (Rock Airplay)                 | 20             |
| Estados Unidos (Hot Rock & Alternative Songs) | 30             |
| Reino Unido (UK Singles Chart)                | 38             |

## Historial de lanzamientos
| País           | Fecha              | Formato                | Discográfica      |
| -------------- | ------------------ | ---------------------- | ----------------- |
| Estados Unidos | 4 de marzo de 2014 | Hot adult contemporary | Glassnote Records |

| País           | Fecha                    | Formato                          | Sello           | Ref    |
| -------------- | ------------------------ | -------------------------------- | --------------- | ------ |
| Reino Unido    | 2 de octubre de 2012     | Descarga digital                 | National Anthem | [ 21 ] |
| Reino Unido    | 5 de noviembre de 2012   | vinilo 10"                       | National Anthem | [ 22 ] |
| Reino Unido    | 15 de septiembre de 2013 | Descarga digital (relanzamiento) | Virgin          | [ 23 ] |
| Estados Unidos | 19 de noviembre de 2013  | Descarga digital                 | Glassnote       | [ 24 ] |
| Estados Unidos | 3 de marzo de 2014       | Hot adult contemporary radio     | Glassnote       | [ 20 ] |